# Сафаралиев, Олег Мирзагаевич
Олег Мирзагаевич Сафаралиев (род. 13 октября 1952, Таласский район, Джамбулская область) — советский, российский и азербайджанский кинорежиссёр, сценарист и продюсер, генеральный продюсер кинокомпании «Евразия-фильм».

## Биография
Родился 13 октября 1952 года в Казахстане. Окончил исторический факультет Бакинского педагогического института (1973), Бакинскую комсомольскую школу при Высшей партийной школе (1975). Десять лет преподавал историю в городе Сальяны, школе N1.
В 1988 году окончил режиссёрский факультет ВГИКа (мастерская Сергея Соловьёва).
По окончании института был приглашён на «Мосфильм», где снял фильм «Прямая трансляция». В 1991 году в Русском драматическом театре поставил спектакль по пьесе Рустама Ибрагимбекова «Семейный круг».
В 2006 году на студии «Азербайджанфильм» закончил картину «Прощай, южный город», которая показывалась на кинофестивалях в Берлине, Монреале, Стамбуле, Хайфе, Рио-де-Жанейро.

## Фильмография

### Режиссёрские работы
- 1989 — «Прямая трансляция»
- 2006 — «Прощай, южный город»
- 2007 — «Савва Морозов»
- 2007 — «Ка-де-бо»
- 2008 — «Петровка, 38. Команда Семёнова»
- 2010 — «Найди меня»
- 2012 — «Дежурный Ангел 2»

### Сценарные работы
- 1996 — «Президент и его женщина»
- 2007 — «Ка-де-бо»

### Продюсерские работы
- 1996 — «Президент и его женщина»
- 2006 — «Снежная королева»
- 2007 — «Ка-де-бо»
- 2011 — «Безумный юбилей»

## Награды
- За фильм «President и его женщина»:
  - Гран-при Международного кинофестиваля русского кино в городе Онфлёр (Франция),
  - Приз жюри продюсеров и дистрибьютеров на фестивале Киношок — 1996».
- За фильм «Прощай, южный город»:
  - национальная кинематографическая премии Азербайджана 2006 года — «Гызыл чыраг» («Золотой светильник») — за лучший фильм[3],
  - Приз «ARRI» на 3 МКФ «Евразия» г. Алматы[4],
  - Приз зрительских симпатий на 5 Фестивале «Московская премьера» (2007)[5].